# Gamaliel l'Ancien
Rabban Gamaliel ou Gamliel [en hébreu רבן גמליאל (Gamliēl), en grec Γαμαλιήλ (Gamaliēl)] surnommé l'Ancien [הזקן (haZaqen) ou ὁ πρεσβύτερος « le presbytre »] est un tanna de la Mishna, mentionné aussi par Flavius Josèphe et les Actes des Apôtres. C'est une haute autorité du judaïsme pharisien pendant la première moitié du Ier siècle.

## Biographie
Rabban Gamaliel est traditionnellement considéré comme le fils de Shimon ben Hillel I et le petit-fils de Hillel. Les sources rabbiniques n'établissent cependant pas de lien direct entre les familles de Hillel et de Gamaliel. Sa fille est mariée à Shimon ben Nathanael Cohen. Il devient président du Sanhédrin à la mort de Shammaï, tâche qui sera reprise par son fils Shimon ben Gamliel I. De nombreux descendants porteront son nom, jusqu'à Gamaliel VI.
Rabban Gamaliel meurt vers 50 EC, environ vingt ans avant la destruction du Temple.

## Tradition juive
Rabban Gamaliel parsème les pages du Talmud, encore qu'il soit parfois difficile de dire de quel Gamaliel il s'agit. Trois lettres ont été conservées de lui : deux portent sur la dîme destinée au Temple, la troisième concerne l'intercalation du mois Adar I supplémentaire de l'année embolismique[réf. nécessaire]. Parmi les Mishnayot qui lui sont attribuées, citons
- (Pirké Avot 1, 16) : « Prends-toi un maître, éloigne-toi du doute et ne donne pas la dîme par approximation. »
- (Traité Yevamot 16, 7) : « En ce qui concerne un remariage, un seul témoin peut suffire à attester de la mort du premier mari, s'il pourvoit des preuves suffisantes. »

Gamaliel aurait fait interdire le Targoum de Job « à cause de certaines difficultés relevant de la déviance » (Shabbat XIII, 2). Il a été émis l'hypothèse que ce pourrait-être celui qui a été découvert dans la grotte no 11 à quelques centaines de mètres des ruines de Qumrân, toutefois cette proposition est discutée.

## Tradition chrétienne
Gamaliel apparaît dans les Actes des Apôtres. Il serait intervenu en leur faveur tandis qu'ils devaient comparaître devant le sanhédrin pour avoir continué à prêcher malgré l'interdiction édictée par l'autorité juive :
« Un pharisien, nommé Gamaliel, docteur de la loi, estimé de tout le peuple, se leva dans le sanhédrin, et ordonna de faire sortir un instant les apôtres. Puis il leur dit : Hommes Israélites, prenez garde à ce que vous allez faire à l'égard de ces gens. Car, il n'y a pas longtemps que parut Theudas, qui se donnait pour quelque chose, et auquel se rallièrent environ quatre cents hommes : il fut tué, et tous ceux qui l'avaient suivi furent mis en déroute et réduits à rien. Après lui, parut Judas le Galiléen, à l'époque du recensement (6 ap. J.-C.), et il attira du monde à son parti: il périt aussi, et tous ceux qui l'avaient suivi furent dispersés. Et maintenant, je vous le dis ne vous occupez plus de ces hommes, et laissez-les aller. Si cette entreprise ou cette œuvre vient des hommes, elle se détruira ; mais si elle vient de Dieu, vous ne pourrez la détruire. Ne courez pas le risque d'avoir combattu contre Dieu. » (Ac 5, 34-39).
Le même livre indique aussi que Paul de Tarse aurait été son élève, bien qu'il n'y ait pas d'indication à ce sujet dans les Épîtres pauliniennes :
« Je suis Juif, né à Tarse en Cilicie ; mais j'ai été élevé dans cette ville-ci (Jérusalem), et instruit aux pieds de Gamaliel dans la connaissance exacte de la loi de nos pères, étant plein de zèle pour Dieu, comme vous l'êtes tous aujourd'hui. » (Ac 22, 3).
Une tradition chrétienne (Le Roman pseudo-clémentin, Recognitiones, 1, 65) prête à Gamaliel une conversion secrète au christianisme avec un de ses fils Abibas/Abibon/Diboan. Tous deux auraient été baptisés en même temps que Nicodème par les apôtres Pierre et Jean. L'historien Thierry Murcia cite plusieurs références à l'appui de cette tradition qui, selon lui, ne serait pas historique. Murcia écrit : « Gamaliel l’Ancien n’est cité que deux fois dans le Nouveau Testament mais il a toujours un rôle positif : maître de Paul (Actes 22, 3), il se fait également le « défenseur » de Pierre devant le Sanhédrin (Actes 5, 34). C’était amplement suffisant pour que l’on ait cru, très tôt, qu’il avait secrètement été chrétien (et c’était peut-être même déjà dans le projet de Luc de le laisser supposer). »
La tradition chrétienne garde le souvenir de l'apparition de Gamaliel au prêtre Lucien, curé de Cafargamala (Kfar-Gamala) le vendredi 3 août 415, le rabbi indiquant où se trouvait sa relique qui aurait été alors retrouvée dans le même tombeau que celle de son fils Abibas, ainsi que saint Étienne et saint Nicodème. Saint Étienne reposerait depuis à Pise en Italie. Une représentation de cette tradition figure sur des tapisseries conservées au musée national du Moyen Âge à Paris, une autre sur un panneau du retable de saint Étienne du Maître d'Uttenheim, en provenance de la cathédrale de Bressanone, maintenant au musée Anne-de-Beaujeu de Moulins.

### Articles liés
- Chronologie des écrivains de la littérature judaïque.
- Transmission de la Torah.